# Rodrigo Márquez
Rodrigo Leonel Márquez De Meneses (Comandante Andresito, Argentina; 15 de febrero de 2002) es un futbolista argentino. Juega de extremo y su equipo actual es el CA Platense de la Primera División, a préstamo desde Independiente.

## Trayectoria
Formado en las inferiores del Independiente de Avellaneda, Márquez debutó en el primer equipo el 19 de julio de 2021 en el empate sin goles ante Argentinos Juniors, por la Primera División.
En marzo de 2023 sugrió una grave lesión de ligamentos que lo dejó fuera de la temporada.
En septiembre de 2024, Márquez fue cedido a Platense.

## Estadísticas
Actualizado al último partido disputado el 15 de septiembre de 2024.
| Club                    | Div.          | Temporada     | Liga  | Liga  | Copas nacionales | Copas nacionales | Copas internacionales | Copas internacionales | Total | Total |
| Club                    | Div.          | Temporada     | Part. | Goles | Part.            | Goles            | Part.                 | Goles                 | Part. | Goles |
| ----------------------- | ------------- | ------------- | ----- | ----- | ---------------- | ---------------- | --------------------- | --------------------- | ----- | ----- |
| Independiente Argentina | 1.ª           | 2021          | 13    | 1     | —                | —                | 1                     | 0                     | 14    | 1     |
| Independiente Argentina | 1.ª           | 2022          | 23    | 1     | 1                | 0                | 3                     | 0                     | 27    | 1     |
| Independiente Argentina | 1.ª           | 2023          | 6     | 0     | —                | —                | —                     | —                     | 6     | 0     |
| Independiente Argentina | 1.ª           | 2024          | 2     | 0     | —                | —                | —                     | —                     | 2     | 0     |
| Independiente Argentina | Total club    | Total club    | 44    | 2     | 1                | 0                | 4                     | 0                     | 49    | 2     |
| Platense Argentina      | 1.ª           | 2024          | 1     | 0     | —                | —                | —                     | —                     | 1     | 0     |
| Platense Argentina      | Total club    | Total club    | 1     | 0     | 0                | 0                | 0                     | 0                     | 1     | 0     |
| Total carrera           | Total carrera | Total carrera | 45    | 2     | 1                | 0                | 4                     | 0                     | 50    | 2     |

## Palmarés

### Campeonatos nacionales
| Título           | Club           | País      | Año    |
| ---------------- | -------------- | --------- | ------ |
| Primera División | C. A. Platense | Argentina | A-2025 |